# Talsi kommun
Talsu novads är en kommun i Lettland. Den ligger i den västra delen av landet, 100 km väster om huvudstaden Riga. Antalet invånare är 48 425. Arean är 1 763 kvadratkilometer. Talsu novads gränsar till Kuldīga kommun, Tukums kommun och Ventspils kommun.
Talsu novads delas in i:
- Talsi
- Sabile
- Stende
- Valdemārpils
- Ārlavas pagasts
- Abavas pagasts
- Balgales pagasts
- Ģibuļi Parish
- Īves pagasts
- Ķūļciema pagasts
- Laidzes pagasts
- Laucienes pagasts
- Lībagu pagasts
- Lubes pagasts
- Strazdes pagasts
- Valdgales pagasts
- Vandzenes pagasts
- Virbu pagasts

Följande samhällen finns i Talsu novads:
- Talsi
- Stende
- Sabile
- Valdemārpils
- Ķuļciems
- Melnsils
- Mazirbe